# Transplantace srdce

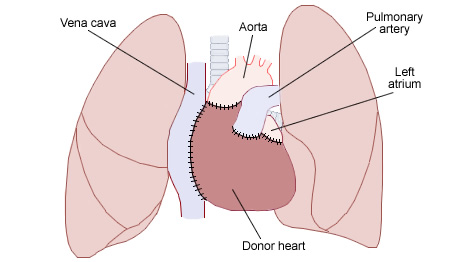
Princip transplantace srdce. Srdce dárce je spojené s dutými žilami, tepnami plic a aortou

Transplantace srdce (anglicky heart exchange, zkratka HTX) je transplantace biologicky aktivního srdce dárce (prohlášeného za mrtvého pro mozkovou inaktivitu), do organismu příjemce.

## Historie
První experimentální transplantace srdce na psovi se uskutečnila v roce 1905 ve Vídni.
První úspěšnou transplantaci na lidech provedl 3. prosince 1967 v Kapském Městě chirurg Christiaan Barnard. Pacient Washkansky zemřel po 18 dnech na zápal plic. Jen pět dnů později transplantoval chirurg Adrian Kantowitz v nemocnici v Brooklynu (USA) dětské srdce. Pacient ale zemřel krátce po operaci.
Od prosince 1967 až do srpna 1970 bylo transplantovaných celkově 164 srdcí.

### Transplantace srdce v ČSSR
První transplantace srdce v bývalém Československu se uskutečnila 9. července 1968. Na II. chirurgické klinice Lékařské fakulty Univerzity Komenského v Bratislavě na Partizánské ulici ji vedl akademik MUDr. Karol Šiška a MUDr. Ladislav Kužela. První transplantaci srdce v Československu inicioval MUDr. Ladislav Kužela, který získal zkušenosti v USA.
Operační skupinu v Bratislavě tvořili: akademik prof. Karol Šiška, MUDr. Ladislav Kužela, MUDr. Anna Pivková, MUDr. Ján Tréger, MUDr. Marian Holomáň; odběr srdce dárce: MUDr. Milan Schnorrer, MUDr. Ladislav Kužela, MUDr. Marian Holomáň; umělý krevní oběh (ECC z angl. extracorporeal circulation): MUDr. Jaromír Horecký, MUDr. Stanislav Čársky, Pavol Podolay; anestézie: MUDr. Ivo Soběský, MUDr. Viera Neumarová; instrumentářky: Márie Machková, Mária Homerová, Jožka Králová a laborantka Etka Malinová.
Šlo o první transplantaci srdce nejen v Československu, ale také ve střední a východní Evropě. Transplantaci předcházela experimentální a klinická příprava. Dárcem srdce byl 46letý muž, který utrpěl smrtelné zranění mozku při pádu z balkónu a jeho rodina souhlasila s odběrem srdce až po dlouhém přesvědčování farářem. Příjemcem byla 54letá žena. Transplantaci však nepřežila, jelikož zemřela po pěti hodinách ještě na operačním sále na následky jiných nemocí.
První úspěšnou transplantaci srdce v ČSSR a tehdejším východním bloku provedl 31. ledna 1984 kardiochirurg Pavel Firt se svým týmem, jehož vedoucím byl z politických důvodů jmenován tehdejší ředitel IKEM Vladimír Kočandrle, jenž pak byl v mnohých médiích chybně uváděn jako operatér či vedoucí operace. Pacientův život se díky operaci prodloužil o 13 let.
Zatím nejdéle žijícím člověkem s transplantovaným srdcem v Česku byl Rudolf Sekava (narozený 15. května 1936). Dne 23. října 1984 mu bylo transplantováno srdce mladé ženy a tato operace mu prodloužila život až do roku 2019, kdy 10. května zemřel v nemocnici Jihlava.

## Medicínské aspekty
Transplantace srdce je hluboký zásah do organismu spojený s riziky. Při potlačení imunitního systému hrozí totiž nebezpečí zánětů. Na odvrácení odpuzení cizího organismu u příjemce je zapotřebí celý život potlačovat imunitní reakci. Terapie se vykonává kombinací různých léků (steroidy, azathioprin, cyclosporin A).
Pětileté přežití u pacientů s transplantovaným srdcem má pravděpodobnost 70–80 procent.